# Der Zibet
Der Zibet (デルジベット?) es una banda de rock y visual kei japonesa que se formó en 1984 y realizó su debut en 1985. Tuvo una pausa indefinida de actividades en 1996 y volvió a reunirse en el 2007, después de 11 años hasta su separación en 2023 tras el fallecimiento de Issay.

## Historia
Der Zibet fue formada en 1984 por el vocalista Issay (藤崎一成 Fujisaki Issei) y el bajista Hal (川島晴信 Harunobu Kawashima), quienes habían colaborado en el pasado en una banda llamada Issay and Suicides. El guitarrista Hikaru (吉田光 Hikaru Yoshida), el baterista Mayumi (三瓶真弓 Mayumi Sampe) y el tecladista Mahito (藤原真人 Mahito Fujiwara) se unieron ese mismo año. Un año después, Mahito dejó el grupo antes de que realizaran su debut con el sello discográfico mayor Sixty Records, aunque continuaría tocando con ellos como miembro suplente. El 21 de octubre de 1985 lanzaron su primer álbum titulado Violetter Ball en disco de vinilo.
Su cuarto álbum, Garden, fue grabado en Londres en 1988. El proceso fue videograbado y publicado en VHS bajo el nombre Der Zibet in Garden. 
En 1996, después de 11 años de carrera y con una discografía de 12 álbumes de estudio y un álbum de recopilación, la banda decidió tomarse una pausa indefinida.
En julio del 2008, Der Zibet oficialmente retomó sus actividades con el lanzamiento del sencillo «reD biteZ», ahora con Mahito como miembro oficial. El 6 de marzo de 2009 lanzaron su trigésimo álbum de estudio titulado Primitive, seguido de Kaikoteki Mirai ~ Nostalgic Future, el cual está compuesto de canciones nuevas, así como versiones de otros temas, canciones en vivo, y remezclas de sus propios temas a lo largo de sus 25 años de carrera.
En el 2012, la banda lanzó dos álbumes de estudio titulados Romanoid 1 y Romanoid 2, donde utilizaron un sonido diferente influenciado por la música de carnaval.
Der Zibet participó en el álbum de versiones de la banda de rock japonés BUCK-TICK titulado Parade III ~Respective Tracks of Buck-Tick~ que fue lanzado el 29 de enero de 2020. Su aportación es la pista número 7, titulada «Ai no Soretsu».
Tras el fallecimiento de Issay el 5 de agosto de 2023, el resto de miembros de Der Zibet anunciaron el mes siguiente su decisión de cesar la actividad de la banda.

## Miembros
- Issay – Voz[6]
- Hikaru – Guitarra
- Hal – Bajo
- Mayumi – Batería y percusión
- Mahito – Teclado (1984, 2007 – actualidad)

## Discografía

#### Álbumes de estudio
- Violetter Ball (紫色の舞踏会-) (21-10-1985)[7]
- Electric Moon and More (25-02-1987)
- Der Zibet (21-03-1988)
- Garden (21-11-1988)
- Carnival (10-12-1989)
- Homo Demens (1-10-1990)
- Shishunki I -Upper Side- (思春期Ⅰ-Upper Side-) (07-07-1991)
- Shishunki II -Downer Side- (思春期Ⅱ-Downer Side-) (21-10-1991)
- Trash Land (24-03-1993)
- Pop Mania (21-01-1994)
- Green (21-04-1995)
- Kirigirisu (キリギリス) (24-03-1996)
- Primitive (06-03-2009)
- Kaikoteki Mirai ~ Nostalgic Future (懐古的未来～NOSTALGIC FUTURE) (10-11-2010)
- Romanoid 1 (25-04-2012)
- Romanoid 2 (25-04-2012)
- Nine Stories (25-12-2013)
- Bessekai  (別世界) (25-11-2015)
- Fujouri (不条理) (07-11-2018)

#### Sencillos
- "Matsu Uta" (待つ歌) (01-10-1985)
- "Girls -Radical Dance Mix!-" (21-05-1986)
- "Baby, I Want You" (25-02-1987)
- "Only "You", Only "Love"" (21-03-1988)
- "Blue Blue" (21-11-1988)
- "Funny Panic" (21-09-1989)
- "Mammoth no Yoru" (マンモスの夜) (10-12-1989)
- "Akari wo Keshi te" (灯りを消して) (01-10-1990)
- "Natsu no Nichi no Typhoon no Youni" (夏の日のタイフーンのように) (21-01-1993)
- "Nire no ki no ue" (楡の木の上) (23-03-1994)
- "Red Bitez (reD biteZ)" (13-07-2008)

#### Álbumes en vivo
- Official? -Live Anthology- (21-08-1993)

#### Recopilaciones
- Selected '90-'91 Best (1-05-1992)
- Historic Flowers (24-03-1993)
- Ari (アリ) (24-03-1996)
- 20 Seiki (20世紀) (10-05-2017)

#### Videos
- Der Zibet in Concert Yo-Yo-Yo
- Der Zibet in Garden
- Live Mania

#### DVD
- Live at Marz
- Genshi Chikara Tsua (原始力)
- Primitive Tour 2009 ~Winter~
- Acoustic Mania
- A Day Before 30th Trip
- 20世紀～別世界の饗宴
- A day before 35th trip

## Encales externos
- Página oficial (en japonés)
- Página oficial de ISSAY

- Datos: Q5261250